# Jonathan Lacerda
Jonathan Leonardo Lacerda Araujo (Montevideo, 7 febbraio 1987) è un calciatore uruguaiano, difensore svincolato.

## Palmarès

### Competizioni nazionali
- Campionato peruviano: 1

Alianza Lima: 2021